# Ермолаев, Артём Валерьевич
Артём Валерьевич Ермолаев (род. 22 июня 1976 года, Москва, РСФСР, СССР) — российский менеджер и чиновник. Глава департамента информационных технологий Москвы (2010 - 2018). Министр правительства Москвы (с 17 сентября 2013 года по 20 сентября 2018 года).

## Биография
Артём Ермолаев родился 22 июня 1976 года в Москве.
В 1998 году окончил Государственный университет управления (ГУУ) по специальности «Национальная и мировая экономика».
После окончания университета с 1998 года работал руководителем по развитию бизнеса в российском системном интеграторе «Стэп Лоджик» (ООО «Step Logic»).
С 22 июля 2002 года по 21 ноября 2005 года работал в компании Cisco Systems менеджером по работе с клиентами отдела по работе с операторами связи компании.
Принимал участие в реализации проектов по построению сетей нового поколения для компаний ТрансТелеКом, Golden Telecom, «Комстар — Объединённые ТелеСистемы».
Затем он вернулся в «Стэп Лоджик», где проработал до 2008 года.
В июле 2008 года Артём Валерьевич по предложению министра Игоря Щеголева перешёл на работу в центральный аппарат министерства связи и массовых коммуникаций — Директор департамента информационных технологий Министерства связи.
24 ноября 2008 года назначен руководителем департамента государственной политики в области информатизации и информационных технологий Минкомсвязи.
25 августа 2010 года назначен советником министра связи и массовых коммуникаций РФ.
26 октября 2010 года по приглашению Сергея Собянина становится Председателем Комитета информационных технологий Москвы, а после преобразования — руководителем департамента информационных технологий Москвы.
6 июня 2013 года назначен исполняющим обязанности Министра Правительства Москвы, руководителя Департамента информационных технологий города Москвы.
17 сентября 2013 года назначен Министром Правительства Москвы, руководителем Департамента информационных технологий города Москвы.
20 сентября 2018 года покинул должность министра Правительства Москвы, руководителя Департамента информационных технологий города Москвы. По словам Ермолаева, он планирует заняться инвестициями в искусственный интеллект. Новым руководителем ДИТ Москвы назначен Эдуард Лысенко. 

## Деятельность на посту министра Правительства Москвы
После прихода Ермолаева в мэрию в Москве началась комплексная информатизация всех отраслей.
«[Раньше] IT рассматривались как модная игрушка, такой бантик-украшение, и ничего более. <…> И IT не рассматривались как необходимая составляющая. Сейчас руководитель департамента, по сути, выполняет функции директора по информационным технологиям, в городе они являются неотъемлемой частью любого процесса, неотъемлемой частью в принятии решений в каждой из отраслей», — вспоминает Ермолаев в своем интервью газете «Ведомости».
О статусе IT при новом руководстве города говорят реорганизация Комитета по информатизации в Департамент информационных технологий и наделение Ермолаева статусом министра правительства Москвы. Из 28 руководителей столичных департаментов ранг министра есть у девяти.
Массовые поставки нового компьютерного оборудования в ведомства, поликлиники и школы, которые прошли в 2011—2013 гг., а также создание ЛКС, СКС и расширение ранее существовавших каналов доступа, сформировали инфраструктурный задел для дальнейшего рывка в области конечных сервисов и аналитических инструментов для поддержки принятия решений.
В частности, в этот период (2011—2012 гг.) в младшие классы московских школ активно поставлялись ноутбуки Apple, за что ведомство Ермолаева подвергали резкой критике. Сам Ермолаев объяснял выбор в пользу Apple наличием развитой экосистемы образовательных программ, соответствовавших новому образовательному стандарту для младших классов. Однако после этого компьютеры Apple централизовано больше не закупались — в рамках программы «один учитель — один ноутбук» в школы поставлялась техника Lenovo, в поликлиниках устанавливались компьютеры на базе свободной операционной системы Linux, а для «Мобильного инспектора» — решения для автоматизации работы выездных инспекторов, в том числе сотрудников ГИБДД — было выбрано решение на базе Android.
В качестве руководителя ИТ-подразделения мэрии Ермолаев выступал за максимальное использование аутсорсинга, объясняя это тем, что непрофильные активы обходятся городу слишком дорого: «Любое владение городом чем-либо стоит баснословных денег». Наиболее крупные проекты ДИТ, созданные по сервисной модели — это городская система видеонаблюдения, общегородской контакт-центр и общегородской ЦОД. Позже эту практику стали копировать и другие регионы, например, Московская область.
Ермолаев последовательно внедрял принципы централизации (укрупненные закупки, централизованная эксплуатация) и унификации. Под его руководством во всех ведомствах внедрена единая система электронного документооборота, единая почтовая система, облачная бухгалтерская система.
Большинство разработанных под руководством Ермолаева систем являются облачными, то есть не требуют установки программ на рабочих местах сотрудников и используются в браузере. Доступ к закрытым системам, таким как отслеживание дорожной техники или камеры видеонаблюдения — осуществляется через внутреннюю сеть московской мэрии КМС.
Под руководством Ермолаева ДИТ выступает за закрытие проекта Универсальной электронной карты (УЭК), энтузиастом которой он был в начале карьеры в мэрии, в пользу более успешной Социальной карты москвича.
Работая в ДИТ, Ермолаев активно налаживал диалог с крупными российскими интернет-холдингами. По его инициативе мэрия подписала соглашения о сотрудничестве с компаниями «Яндекс» и «Рамблер». Под руководством Ермолаева ИТ-департамент активно лоббировал интересы мобильных операторов. В частности, были существенно упрощены правила размещения базовых станций на муниципальных зданиях, оборудование связи начали размещать на столбах освещения. Накануне выхода на московский рынок нового оператора Tele2 мэрия также подписала соглашение о сотрудничестве с этой компанией.
Отдельное направление, курируемое Ермолаевым — создание аналитических систем поддержки принятия решений для управленцев. Например, при его участии разработана система отслеживания дорожной техники, система МАДИ, позволяющая анализировать статистику, связанную с эвакуацией автомобилей, ситуационный центр ЕМИАС, в котором можно контролировать загруженность поликлиник и выявлять «узкие» места, система мониторинга информационных рисков.
Ермолаев известен сдержанным отношением к тотальному импортозамещению («Импортозамещение не может произойти по щелчку») и к использованию свободного программного обеспечения. Является сторонником внедрения в госсекторе принципов клиентоориентированности и практик, принятых в бизнесе.

## Семья
Имеет двоих детей — сына и дочь[уточнить].

## Состояние
По итогам 2011 года Артём Ермолаев получил официальный доход в размере 5,67 млн рублей.
Согласно декларации на тот момент он владел квартирой площадью 99 кв. м., в которой он прописан с детьми, а также легендарным американским автомобилем Chevrolet Camaro.
На 2010 год у Артёма Ермолаева, по данным декларации, в собственности числилась BMW 530, в собственности жены — мотоцикл.